# Grand Sicale
Sicalis auriventris
Espèce
Statut de conservation UICN

 LC  : Préoccupation mineure
Le Grand Sicale (Sicalis auriventris) est une espèce de passereaux appartenant à la famille des Thraupidae.

## Répartition
Il vit au Chili et en Argentine.